# The Aviator (phim)
The Aviator là một bộ phim tiểu sử của Mỹ, được đạo diễn bởi Martin Scorsese và John Logan viết kịch bản. Bộ phim với sự góp mặt Leonardo DiCaprio, Cate Blanchett, Kate Beckinsale. Ngoài ra, phim còn có dàn diễn viên phụ nổi tiếng như Ian Holm, John C. Reilly, Alec Baldwin, Jude Law, Gwen Stefani, Kelli Garner, Willem Dafoe, Alan Alda và Edward Herrmann.
Dựa trên cuốn sách phi hư cấu năm 1993 của Howard Hughes: The Secret Life by Charles Higham (Cuộc sống bí mật của Charles Higham), bộ phim miêu tả cuộc sống của Howard Hughes, nhà hàng không tiên phong và là đạo diễn của bộ phim Angels Hell (1930). Bộ phim miêu tả cuộc sống của ông giữa những năm cuối thập niên 1920 và cuối thập niên 1940, trong thời gian đó Hughes đã trở thành một nhà sản xuất phim thành công và một ông trùm hàng không trong khi đồng thời phát triển ổn định hơn do rối loạn ám ảnh cưỡng chế nghiêm trọng.
The Aviator đã được phát hành tại Hoa Kỳ vào ngày 25 tháng 12 năm 2004. Bộ phim đã thu về 214 triệu đô la Mỹ tại các phòng vé. Nó đã được đề cử 11 giải Oscar, bao gồm phim hay nhất, đạo diễn xuất sắc nhất, kịch bản gốc xuất sắc nhất, nam diễn viên chính xuất sắc nhất cho DiCaprio, và diễn viên xuất sắc nhất trong một vai phụ cho Alda, giành được năm giải phim xuất sắc nhất, dựng phim tuất sắc nhất, thiết kế trang phục đẹp nhất, thiết kế sản xuất xuất sắc nhất và nữ diễn viên phụ xuất sắc nhất của Cate Blanchett. Thành tựu này được lập lại lần nữa nhờ bộ phim Hugo của đạo diễn Martin Scorsese.

## Danh sách diễn viên
- Leonardo DiCaprio trong vai Howard Hughes
- Cate Blanchett trong vai Katharine Hepburn
- John C. Reilly trong vai Noah Dietrich
- Kate Beckinsale trong vai Ava Gardner
- Alec Baldwin trong vai Juan Trippe
- Alan Alda trong vai Senator Owen Brewster
- Ian Holm trong vai Professor Fitz
- Danny Huston trong vai Jack Frye
- Gwen Stefani trong vai Jean Harlow
- Jude Law trong vai Errol Flynn
- Willem Dafoe trong vai Roland Sweet
- Adam Scott trong vai Johnny Meyer
- Matt Ross trong vai Glenn "Odie" Odekirk
- Kevin O'Rourke as Spencer Tracy
- Kelli Garner trong vai Faith Domergue
- Frances Conroy trong vai Katharine Houghton
- Brent Spiner trong vai Robert E. Gross
- Stanley DeSantis trong vai Louis B. Mayer
- Edward Herrmann trong vai Joseph Breen
- J. C. MacKenzie trong vai Ludlow Ogden Smith
- Josie Maran trong vai Thelma the Cigarette Girl